# Katutura Est
Il distretto elettorale di Katutura Est è un distretto elettorale della Namibia situato nella Regione di Khomas con 18.501 abitanti al censimento del 2011.
È situato nella parte orientale di Katutura, sobborgo della capitale Windhoek